# Charles de Gaulle (R91)
«Шарль де Голль» (фр. Charles de Gaulle (R91)) — атомний ударний авіаносець і флагман військово-морських сил Франції. Бортовий номер: R91. Це десятий французький авіаносець і перший французький атомний надводний корабель (перший атомний підводний човен — ПЛАРБ «Редутабль» — Французькі ВМС отримали 1971 року). Названий на честь генерала, політичного діяча і президента Франції Шарля де Голля.
Корабель розрахований на базування до 40 літальних апаратів, серед яких — багатоцільові винищувачі Дассо «Рафаль» M, штурмовики Dassault-Breguet Super Étendard, літаки дальнього радіолокаційного виявлення Grumman E-2 Hawkeye, а також вертольоти Єврокоптер AS322 «Кугар» або AS365 «Дофін») та AS532 Cougar («Кугар»).
Обладнаний сучасною електронікою керування боєм і озброєний зенітними ракетами «Астер» і «Містраль».
«Шарль де Голль» оснащений сучасними системами управління боєм і зв’язку, що забезпечують високий рівень координації та ефективності дій авіаційної групи і корабля в цілому. Для протиповітряної оборони він має зенітні ракетні комплекси MBDA Aster 15 та MBDA Mistral, що забезпечують захист від повітряних загроз.
Унікальною особливістю авіаносця є наявність двох парових катапульт C13-3 американського виробництва, які дозволяють запускати у повітря літаки з масою до 20 тонн, що значно розширює оперативні можливості авіагрупи.

## Будівництво
Ідея створення нового авіаносця для військово-морських сил Франції виникла в середині 1970-х років. Французьке керівництво дійшло висновку, що наявні авіаносці — «Клемансо» та «Фош», побудовані ще у 1950–60-х рр., морально та технічно застарівають і потребують заміни. Новий проєкт мав передбачати значне технологічне оновлення: використання атомної енергетичної установки, розширені можливості для бойового застосування авіації, а також інтеграцію сучасних систем управління, зв’язку й озброєння.
У 1986 році урядом Франції було схвалено техніко-економічне обґрунтування нового авіаносця з ядерною силовою установкою. Рішення про його будівництво стало стратегічною віхою, адже Франція мала стати другою країною світу після США, яка володіє атомним ударним авіаносцем.
У квітні 1989 року відбулася офіційна закладка корпусу на верфі компанії DCNS у місті Брест, що стало початком багаторічної роботи над кораблем. Йому присвоїли ім’я «Шарль де Голль» на честь генерала, засновника П’ятої республіки й президента Франції. Вибір назви мав символічне значення, відображаючи прагнення Франції до стратегічної автономії й військово-морської самодостатності.
У травні 1994 року корабель було спущено на воду. На той момент його водотоннажність становила 35 500 тонн — він став найбільшим військовим кораблем, який було збудовано в Західній Європі з 1951 року. Однак будівництво супроводжувалося численними труднощами, зокрема, серйозним браком фінансування, що був наслідком економічного спаду у Франції на початку 1990-х. Уряд неодноразово скорочував бюджет, що безпосередньо вплинуло на темпи спорудження корабля. У результаті, роботи були тимчасово призупинені у 1990, 1991, 1993 та 1995 роках.
Крім фінансових затримок, виникали і технічні труднощі. Після спуску корпусу були виявлені проблеми з електромагнітною сумісністю обладнання, зокрема, радіаційне випромінювання від реакторів заважало роботі бортових систем зв’язку та авіаційного обладнання. Довелося вносити низку технічних доопрацювань у конструкцію систем керування та електроніки. Водночас тривав процес адаптації авіаційного парку до нового типу катапульт — американських C13-3, призначених для запуску літаків до 20 тонн.
Після завершення всіх випробувань, технічних вдосконалень і сертифікацій, 18 травня 2001 року, із запізненням у п’ять років від первісного плану, «Шарль де Голль» був офіційно введений до бойового складу ВМС Франції.
Загальна вартість проєкту на момент завершення будівництва становила близько 3 мільярдів євро, що зробило його одним із найдорожчих оборонних проєктів у французькій історії.

## Озброєння
Кількість і тип авіаційної техніки, що базується на авіаносці «Шарль де Голль», визначаються оперативною ситуацією та характером бойового завдання. Стандартна авіаційна група зазвичай включає:
- 10 багатоцільових винищувачів Dassault Rafale M;
- 24 штурмовики Dassault-Breguet Super Étendard (виведені з експлуатації у 2016 році);
- 2 літаки далекого радіолокаційного виявлення Grumman E-2C Hawkeye;
- 2 багатоцільові гелікоптери Eurocopter AS365 Dauphin або AS532 Cougar для пошуково-рятувальних та транспортних операцій.

Запуск авіаційних апаратів здійснюється за допомогою двох парових катапульт C13-3 (американського виробництва), аналогічних тим, що використовуються на авіаносцях класу «Німіц». Катапульти здатні запускати літаки масою до 20 тонн. Для посадки використовується тросова аерофінішерна система. Завдяки цьому авіаносець підтримує інтенсивну бойову діяльність палубної авіації як під час мирних місій, так і в умовах активних бойових дій.

### Протиповітряна оборона
Авіаносець оснащено потужною системою протиповітряної оборони, яка включає:
- 2 пускові установки вертикального старту Aster 15 (по 8 ракет у кожній);
- 2 зенітні комплекси ближньої дії Sadral із 6 ракетами Mistral у кожному;
- комплекс радіоелектронної боротьби з активними засобами придушення радарів супротивника;
- системи виявлення пусків ракет та відстрілу теплових і радіолокаційних пасток.

Сукупність цих засобів забезпечує авіаносцю як круговий захист, так і здатність до відбиття масованих ракетно-повітряних атак у складі бойової групи.

### Сенсори та бойові системи
Корабель обладнаний сучасним комплексом радарів, сенсорів і електронних систем, зокрема:
- 3D-радаром дальнього виявлення типу DRBJ-11B;
- оглядовими радарами ближньої дії DRBV-26D і DRDL-4B;
- багатоканальним прицільно-оптичним комплексом для супроводу цілей;
- гідроакустичною системою для виявлення підводних об’єктів;
- пасивними ІЧ-сенсорами для скритного стеження за повітряною та надводною обстановкою.

Система бойового управління дозволяє одночасно відслідковувати до 2000 повітряних цілей, що дає змогу ефективно координувати дії палубної авіації та оборони корабля.

### Командування і зв'язок
«Шарль де Голль» є флагманом ВМС Франції та виконує роль командного центру на морі. Корабель інтегрований у структури НАТО, підтримує такі канали зв’язку:
- Link 16 — система обміну тактичною інформацією в реальному часі між літаками, кораблями та командними пунктами;
- зашифрований супутниковий зв’язок (SATCOM) для стратегічної координації;
- внутрішня бойова інформаційна мережа з автоматизованими робочими місцями офіцерів;
- засоби керування польотами, системи управління вогнем та цілевказанням для палубної авіації.

Завдяки цим засобам авіаносець може керувати розвідувальними й ударними місіями, координувати дії морських і повітряних сил, а також приймати на себе командування міжнародними морськими силами під час операцій НАТО чи ЄС.

## Служба
У грудні 2001 — травні 2002 року авіаносець «Шарль де Голль» разом із кораблями Французьких ВМС та країн-учасниць НАТО взяв участь у масштабній військово-морській операції в Індійському океані. Метою операції було підтримати наземну операцію «Непохитна свобода» (Operation Enduring Freedom) проти руху талібан у Афганістані. Це стало першим реальним бойовим випробуванням французького атомного авіаносця. В межах операції з палуби корабля здійснили пробні бойові вильоти шість винищувачів Дассо «Міраж» 2000, які були тимчасово переобладнані для палубного використання, що дозволило відпрацювати важливі аспекти застосування авіації з корабля.
У тому ж 2002 році винищувачі з «Шарль де Голль» брали участь у патрулюванні повітряного простору північної зони Індійського океану під час загострення індо-пакистанської кризи. Це демонструвало можливості французького флоту швидко реагувати на регіональні конфлікти.
Після цього «Шарль де Голль» двічі повертався до Індійського океану — у 2005 та 2006 роках — для підтримки операцій НАТО в Афганістані, зокрема авіаційної підтримки наземних сил та контролю повітряного простору.
З вересня 2007 по грудень 2008 року корабель пройшов свій перший капітальний ремонт. Під час цього періоду були модернізовані системи озброєння, радіоелектронної боротьби і комунікаційні комплекси. Після ремонту «Шарль де Голль» активно брав участь у кількох операціях у Середземному, Червоному морях та Перській затоці, а також у боротьбі з морським піратством поблизу узбережжя Сомалі.
Під час громадянської війни у Лівії 2011 року літаки з авіаносця «Шарль де Голль» виконували бойові завдання у межах міжнародної коаліції. Вони забезпечували виконання резолюції Ради Безпеки ООН №1973, створюючи зону заборони польотів для літаків сторін конфлікту, що суттєво обмежило можливості ведення бойових дій.
У грудні 2020 року офіційно оголосили, що Франція планує до 2038 року ввести в стрій новий атомний авіаносець, який замінить «Charles de Gaulle» після завершення його служби. За офіційним графіком, різка першої сталі для будівництва нового корабля має відбутися у 2025 році, ходові випробування заплановані на 2036 рік, а введення в експлуатацію очікується у 2038 році. Новий авіаносець буде адаптований для застосування перспективних бойових літаків, розробка яких ведеться в рамках європейського проєкту SCAF.

## Аварії
24 вересня 2009 року два винищувачі «Рафаль», що злетіли з авіаносця «Шарль де Голль» для виконання навчального польоту, зіткнулися в повітрі й впали в Середземне море. Інцидент стався над морем в 16 милях (30 км) від міста Перпіньян, неподалік французько-іспанського кордону. Один пілот загинув. Ця аварія стала першою трагічною подією з літаками типу «Рафаль», що базуються на «Шарль де Голль», і привернула увагу до питань безпеки при проведенні навчальних польотів з авіаносця.
Серйозних аварій або катастроф, які сталися безпосередньо на борту авіаносця «Шарль де Голль», офіційно не зафіксовано. Загалом судно має високий рівень безпеки і надійності, що підтверджується тривалим терміном служби та відсутністю інцидентів, що могли б призвести до серйозних пошкоджень або втрати корабля.

### Епідемія коронавірусу
У квітні 2020 року під час пандемії COVID-19 на авіаносці «Шарль де Голль» частина екіпажу інфікувалася коронавірусом SARS-CoV-2. Цей випадок став одним із найбільших спалахів захворювання на військовому кораблі у світі. Усього було перевірено 2300 членів екіпажу, і у 940 із них підтверджено зараження вірусом на 17 квітня 2020 року.
Для стримування поширення хвороби корабель було відправлено на карантин і проведено масштабну дезінфекцію. Значна частина екіпажу була ізольована, а постраждалі отримували медичну допомогу. Цей випадок привернув увагу до проблем забезпечення біобезпеки на військових суднах і став важливим досвідом для подальшого управління епідеміями в закритих середовищах.